# Wojna domowa w Saksonii
Wojna domowa w Saksonii (niem. Sächsischer Bruderkrieg) to konflikt mający miejsce w latach 1446–1451 pomiędzy braćmi – landgrafem Turyngii Wilhelmem II a elektorem saskim Fryderykiem II Łagodnym o panowanie na terenach Wettynów.
Dnia 16 lipca 1445 r. w miejscowości Altenburg podpisano tzw. podział altenburski pomiędzy Wilhelmem III a Fryderykiem II. Po tym jak dnia 26 września Fryderyk II zażądał terenów zachodnich rezygnując z hrabstwa Miśni, Wilhelm III Śmiały odrzucił warunki podziału kraju. Dnia 11 grudnia 1445 r. w klasztorze Neuwerk w Halle Wilhelm pozyskał dla swoich racji arcybiskupa Magdeburga, margrabiego brandenburskiego oraz landgrafa heskiego. Przy ich udziale dokonano podziału Saksonii na dwie części. Elektor Fryderyk II Łagodny otrzymał wschodnią a książę Wilhelm III zachodnią część kraju wraz ze starym hrabstwem Turyngii.
Nowy podział nie zadowolił Wilhelma. Zamiast spodziewanego pokoju, w najbliższych latach dochodziło do częstych walk pomiędzy braćmi. Zanim jednak doszło do wybuchu konfliktu, Wilhelm nakazał w dniu 9 stycznia 1446 r. zwołanie ogólnego sejmu w Turyngii w okolicy Weissensee. Na sejmie Wilhelm uznał się nowym władcą Turyngii, zyskując poparcie władców i hrabiów w całym regionie. Z obawy przed najazdem wojsk Fryderyka, w całej Turyngii zarządzono przygotowania wojskowe.
Wczesną jesienią 1446 r. stosunki pomiędzy oboma braćmi znacznie się pogorszyły. Pomimo wysiłków hrabiego Botho w celu pokojowego rozwiązania konfliktu konflikt się poważnie zaostrzył. Spustoszone zostały olbrzymie połacie Turyngii w rejonie Weimaru, Wiehe, Merseburga i Saale.
Dopiero dnia 27 stycznia 1451 r. zwaśnione strony zawarły pokój w Naumburg (Saale), uznając podział kraju z roku 1445. Wkrótce obie strony mogły poświęcić się odbudowie zniszczonych ziem rodu Wettynów. Zanim do tego doszło, osłabiony walkami kraj stał się jeszcze areną porwania książąt w lipcu 1455 r.